# اوزگه یاغیز
اوزگه یاغیز (به ترکی استانبولی: Özge Yağız؛ زادهٔ ۲۶ سپتامبر ۱۹۹۷، در استانبول) بازیگر اهل ترکیه است. او به‌خاطر ایفای نقش در مجموعۀ تلویزیونی سوگند در نقش ریحان شناخته می‌شود. همچنین او در سال ۲۰۲۱ به عنوان رتبه ۴۶ و در سال ۲۰۲۲ رتبه‌ ۴۳ زیباترین زنان جهان انتخاب شد.

## زندگی و تحصیلات
اوزگه یاغیز در ۲۶ سپتامبر ۱۹۹۷ در استانبول به دنیا آمد. او در رشته علوم ارتباطات از دانشگاه باشکنت فارغ التحصیل شده است. دوره‌های بازیگری را در No10Studies گذرانده است. او به غیر از حرفه بازیگری، متخصص تغذیه است.
او در سال ۲۰۲۰ با همبازی خود گوکبرک دمیرجی در سریال قسم وارد رابطه شد اما این رابطه در سال ۲۰۲۲ به پایان رسید 
آن ها پس از ۴ ماه جدایی شانس مجدد به رابطه شان دادند اما 
کمتر از یکسال بعد دوباره جدا شدند .
اوزگه یاغیز چند ماه بعد با همبازی خود  بوراک برکای آکگول در سریال یاقوت کبود وارد رابطه عاشقانه شد و این رابطه هنور ادامه دارد . 

## حرفه
یاغیز بازیگری خود را در سال ۲۰۱۸ با ایفای نقش کوتاه در فصل سوم مجموعهٔ تلویزیونی اسمش را تو بگذار و در نقش شخصیت زلیخا که از شبکه استار تی‌وی پخش شد آغاز کرد. او در فوریه ۲۰۱۹ در مجموعهٔ تلویزیونی سوگند در کانال ۷ ظاهر شد و شخصیت ریحان را به تصویر کشید که اولین نقش اصلی او بود.  پس از ترک مجموعهٔ تلویزیونی سوگند در پایان فصل دوم، در سال ۲۰۲۰، او در سمت چپ من بازی کرد و شخصیت سرا را به تصویر کشید که از شبکه استار تی‌وی پخش شد. با تولگا مندی، جمره بایسل و جانسل الچین در آن مجموعۀ تلویزیونی هم‌بازی کردند.
در سال ۲۰۲۰ او به مجموعهٔ تلویزیونی تاریخی قیام عثمان ملحق شد و تصمیم بر این شد که او شخصیت ملحون خاتون همسر عثمان یکم را به تصویر بکشد، اما بعداً این فکر کنار گذاشته شد و یلدیز چاغری آتیکسوی شخصیت ملحون را به تصویر کشید.
در سال ۲۰۲۱، او کار روی مجموعهٔ تلویزیونی یکی از ما را آغاز کرد که در آن شخصیت حوا، دختر یک خانواده مسلمان ترک را به تصویر می کشید که عاشق آدام، پسر یک خانواده مسیحی ایرلندی می شود. این مجموعۀ تلویزیونی از شبکه شو تی‌وی پخش شد.
در سال ۲۰۲۲، او در نقش بشری ساروهانلی به همراه هالوک بیلگینر و تولگا ساریتاش در مجموعۀ تلویزیونی بابا به تهیه‌کنندگی آی یاپیم ظاهر شد.
در سال ۲۰۲۳ ، او در نقش فرایه ، به همراه بوراک برکای آکگول و ایلهان شن در سریال تلویزیونی یاقوت کبود به ایفای نقش پرداخت . 

## فیلم‌شناسی
| مجموعۀ تلویزیونی | مجموعۀ تلویزیونی              | مجموعۀ تلویزیونی   | مجموعۀ تلویزیونی   |
| سال              | تولید                         | نقش                | یادداشت            |
| ---------------- | ----------------------------- | ------------------ | ------------------ |
| ۲۰۱۸             | اسمش را تو بگذار              | زلیخا              | نقش مکمل           |
| ۲۰۱۹-۲۰۲۰        | سوگند                         | ریحان ترحون        | نقش اصلی           |
| ۲۰۲۰-۲۰۲۱        | سمت چپ من                     | سرا ییلدیریم       | نقش اصلی           |
| ۲۰۲۱             | یکی از ما                     | حوا آلاداغ         | نقش اصلی           |
| ۲۰۲۲             | بابا                          | بشری ساروهانلی     | نقش اصلی           |
| ۲۰۲۲             | بچه دلفین                     |                    | انیمیشن (صدا پیشه) |
| ۲۰۲۳-اکنون       | یاقوت کبود                    | فرایه ییلماز گل‌سوی | نقش اصلی           |
| فیلم اینترنتی    |                               |                    |                    |
| سال              | تولید                         | نقش                | یادداشت            |
| ۲۰۲۲             | چکش و گل سرخ: داستان بهزاد چ. | سحر                | بازیگر مهمان       |
| به زودی          | لوازم خانگی                   |                    | نقش مکمل           |
| فیلم سینما       |                               |                    |                    |
| سال              | تولید                         | نقش                | یادداشت            |
| به زودی          | نوع دیگری از عشق              | دیلک               | نقش اصلی           |

## پیوندها به بیرون
- اوزگه یاغیز در اینستاگرام
- اوزگه یاغیز در بانک اطلاعات اینترنتی فیلم‌ها (IMDb)